# برغش بن سعید بن سلطان
برغش بن سعید بن سلطان (۱۸۳۷–۱۸۸۸) از سالهای ۱۸۷۰ تا ۱۸۸۸ سلطان زنگبار بود. او پنجمین پسر سعید بن سلطان بن احمد، برادر جوانتر و جانشین ماجد ابن سعید اولین سلطان زنگبار و پسر سلطان، حکمران پادشاهی عمان بود.

## زندگی‌نامه
برغش بن سعید بن سلطان از سال ۱۸۶۶ (به روایتی در ۱۸۷۰) تا زمان مرگش در سال ۱۸۸۸ بر زنگبار و متعلقاتش در شرق آفریقا فرمانروایی کرده است. برغش پس از مرگ پدرش در سال ۱۸۵۶ کوشید تا حکومت زنگبار را به دست آورد، اما در آغاز موفق نشد و ناچار به ولیعهدی برادر بزرگ‌ترش، ماجد ابن سعید اکتفا کرد. او در سال ۱۸۶۰ اقدام به براندازی برادرش ماجد از قدرت کرد که که با مداخلهٔ دولت انگلیس ناکام ماند و در نتیجه دو سال به بمبئی تبعید شد.

آغاز حکومت برغش همراه با شروع دوران دشواری در تاریخ زنگبار بود. در آن زمان رقابت کشورهای اروپایی در تسخیر سواحل آفریقا دوران سختی را ایجاد کرده بود. در سال ۱۸۷۶ پس از مرگ میرامبو رئیس قبیلهٔ نیاموتزی تانزانیا، برغش در اتحاد با جانشین او، تیپوتیپ در کنگو حکومتی دایر کردند. با مرگ سعید ابتدا جنگ میان برادران بر سر قدرت موجب جدایی کامل عمان و زنگبار و فروپاشی کامل اتحاد ۷۰ سالهٔ این دو کشور شد. برغش پس از به قدرت رسیدن توانست بر اساس اتحاد با روسای قبیله‌ها در شرق آفریقا، بر کنگو نیز حکمفرمایی کند. حکمرانی او بر کنگو تا سال ۱۸۸۷ ادامه داشت تا زمانی که این کشور تحت سلطه شاه بلژیک درآمد.

بر اساس فرهنگ‌نامه مایر در سال ۱۸۷۹، برغش به برتری‌های جوامع غربی در علوم پی برد و زمینه تحقیقات محققین غربی در سواحل زنگبار را فراهم آورد و همزمان در کنترل قدرتش در برچیدن بساط برده داران زنگبار در مناطق داخل کشور کوشید. او در جریان منع تجارت برده تا آنجا که توانست در برابر دولت انگلیس ایستادگی کرد، اما در سال ۱۸۷۳ تحت فشار دولت انگلیس به ناچار پیمان منع تجارت برده را که برای حیات اقتصادی زنگبار سخت زیانبار بود، با نمایندگان دولت انگلیس امضا کرد. وی بارها علیه قراردادهای حفاظتی بسته شده در باب منع تجارت برده اعتراض کرد ولی به دنبال مشاهده کشتی‌های جنگی آلمان در سال ۱۸۸۵ مجبور شد تا از اعتراض خود دست کشیده و قرارداد را به رسمیت بشناسد. دولت انگلیس اندکی بعد به جبران زیانی که از منع تجارت برده متوجه دولت زنگبار می‌شد، پرداخت سالیانه مبلغی را به سلطان برغش برعهده گرفت؛ هرچند سالها، تجارت برده همچنان در قلمرو فرمانروایی او به طور مخفی و به دست عاملان حکومتی زیر فرمان سلطان گزارش شده‌است. در طی مذاکرات بعدی بین کمپانی آلمانی آفریقای شرقی و زنگبار، اجازهٔ مدیریت سواحل زنگبار از طرف سلطان سعید به کمپانی آلمان شرقی داده شد. اما در حقیقت فروپاشی دولت زنگبار از مدتها پیش، پس از مرگ سعید بن سلطان بن احمد در سال ۱۸۵۶ میلادی، آغاز شده بود. سعید پدر برغش که از دوستان وفادار دولت انگلیس به شمار می‌رفت، در پایان عمر، خود را قربانی توطئه و بدعهدی دولت انگلیس می‌دانست. در سالهای آخر عمر سلطان سعید برغش قلمرو حکومت وی، به موجب معاهده‌ها و توافقهای میان دولتهای انگلیس، فرانسه و آلمان، میان انگلیس و آلمان تقسیم شد و برغش در حالی که بر بخش بسیار اندکی از قلمرو وسیع پدرش حکومت می‌کرد در ۲۶ مارس ۱۸۸۸ درگذشت. پس از وی برادرانش خلیفه بن سعید از ۱۸۸۰ تا ۱۸۹۰ و سپس علی ابن سعید از ۱۸۹۰ تا ۱۸۹۳ زمام امور زنگبار را در دست گرفتند. نونو برغش دختر برغش با پسر عمویش حمید ابن تواینی ازدواج کرد (۱۸۹۳–۱۸۹۶)، گفته می‌شود پسر برغش، خالد ابن برغش در سالهای ۱۸۹۰ و ۱۸۹۶ سعی در کسب مقام سلطنت داشته است.

برغش مدال عقاب سرخِ پروس آلمان را در سال ۱۸۷۵ دریافت کرد و در سال ۱۸۸۳ مدال جنگجوی بزرگ سنت میشائیل و سنت جرج بریتانیا را نصیب خود کرد.

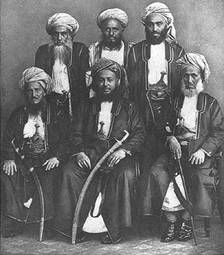
برغش به همراه وزیران دربار زنگبار

## خدمات
اقامت دو ساله برغش در بمبئی، وی را به اندیشه ایجاد پاره‌ای تغییرات در وضع زندگی و معیشت مردم منطقه واداشت. مهم‌ترین اقدام او که تا سالها اهمیت شایان ذکر داشت، تأمین آب آشامیدنی سالم برای مردم زنگبار بود.
او همچنین در زمان سلطنتش، شهر سنگی را در زنگبار ساخت و در سال ۱۸۸۸ گروه ویژه‌ای از معماران ایرانی از شیراز به زنگبار آورد تا مجموعه حمام‌های ایرانی موسوم به حمامنی را برای استفاده همگانی ساختند. او در احیای کشت میخک (برای ادویه) در زنگبار کوشید و با تأسیس خط کشتیرانی و توسعهٔ روابط زنگبار با دولتهای خارجی و سامان دادن ورود غلات ارزان، زمینهٔ به دست آمدن نیازمندی‌های ضروری مردم با بهای مناسب‌تر را فراهم آورد. پس از برقراری خط کشتی‌رانی بین زنگبار و سیشل، مجمع الجزایری کوچک واقع در اقیانوس هند، زنگبار به یکی از خطوط عمده پستی مربوط شد. کمی بعد خط بین زنگبار و بندر عدن دائر گردید و زنگبار با کمپانی هند شرقی بریتانیا ارتباط حاصل کرد و در نهایت در سال ۱۸۷۹ تلگراف زیردریایی بین زنگبار و عدن دایر شد. از دیگر اقدامات مهم وی اختصاص کشتی برای انتقال رایگان زائران خانه خدا در موسم حج بود. در زمان حکومت برغش بن سعید بن سلطان بنای خانه عجایب برای اجرای مراسمِ رسمی و دولتی و در بزرگداشت عصر جدید ساخته شد. این ساختمان نخستین بنای زنگبار بود که برق داشت و اولین ساختمان در شرق آفریقا بود که در آن از آسانسور استفاده شده بود.